# フライング・バットレス

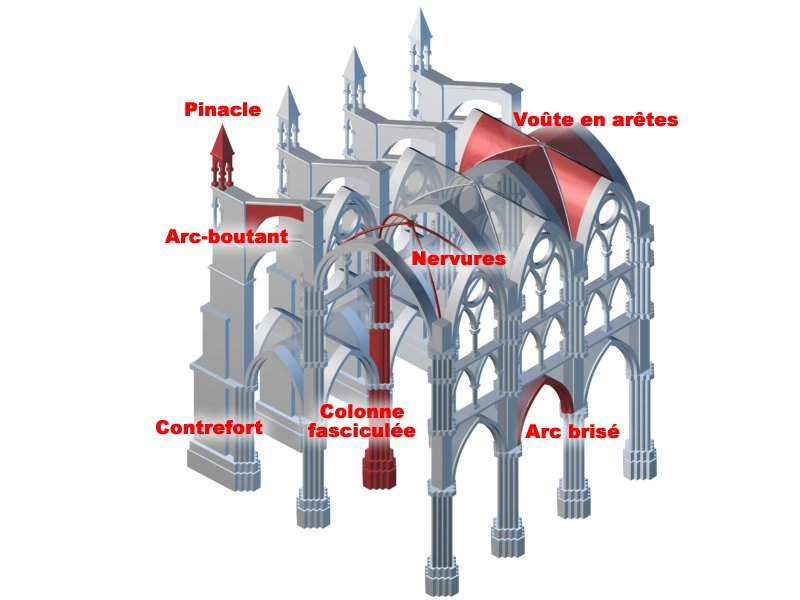
建築用語と図解

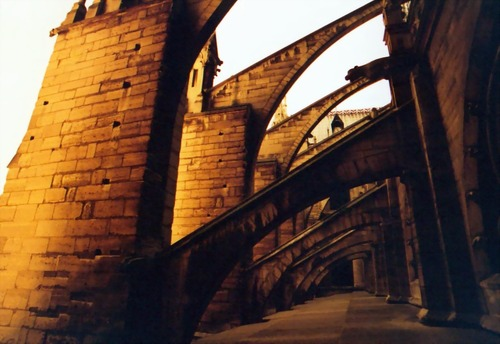
ノートルダム大聖堂 (パリ)のフライング･バットレス

フライング・バットレス(英語：flying buttress、フランス語：Arc-boutant)とは、ロマネスク時代には側廊屋根裏に隠されていたアーチを側廊屋根よりも高い位置に移して、空中にアーチを架けた飛梁（とびばり）をいう。もともとの「バットレス」とは、建築物の外壁の補強のため、屋外に張り出すかたちで設置される柱状の部分のことをさす。
このフライング・バットレスで身廊ヴォールトのスラスト（推力））を高い位置で受け止めることにより、身廊の天井をそれまでの建築よりさらに高くすることができるようになった。また、推力を支持するための側廊により身廊上部が塞がれることがなくなったため、この部分に大きな窓をとることができるようになり、ステンドグラスなどの装飾を用いた壮大な礼拝空間が実現可能となった。
なお、強弱交互組織の柱、六分のリブ・ヴォールト、4層構成を基本としたゴシック建築を初期ゴシック建築と呼ぶ。
古代末期（2世紀 - 8世紀）に発明され、12世紀以降のゴシック建築で極まった。

## 自動車部品としてのフライングバットレス
- インテリアデザインにおいて、センタークラスターとセンターコンソールの間を飛梁でつなげるデザイン[2]。
- ミッドシップクーペのエンジンフード上部をボディやガラスで覆わず、飛梁を用いてファストバック風、あるいはコーダトロンカ風のラインとしたもの。マセラティ・メラクに見られる。
- リアクォーターピラーの外側に飛梁を設け、サイドからの風を飛梁の内側に通し、リア中央に風を集めダウンフォースを発生させる部品。フェラーリ・599GTBフィオラノとマクラーレン・570S[3]に見られる。